# Perruche peinte
Psittacella picta
Espèce
Statut de conservation UICN

 LC  : Préoccupation mineure
Statut CITES
La Perruche peinte (Psittacella picta) est une espèce d'oiseaux appartenant à la famille des Psittacidae.

## Description
Cet oiseau mesure environ 19 cm. La tête est brun foncé. Le motif tigré caractéristique du genre Psittacella est très marqué sur le dos, le croupion, la poitrine et la région sous-caudale rouge.
Le dimorphisme sexuel est net : le mâle présente un collier jaune sur le dos et bleu sur la poitrine, où les tigrures disparaissent, tandis que la femelle conserve ces marques mais ne possède pas de collier.

## Répartition
Cet oiseau peuple la moitié est de la Chaîne Centrale (Nouvelle-Guinée).

## Sous-espèces
La Perruche peinte est représentée par trois sous-espèces très proches :
- picta ;
- excelsa ;
- lorentzi.

## Habitat
Cette espèce vit dans les forêts entre 2 500 et 4 000 m d'altitude.